# St-Ferréol-de-la-Pave (Argelès-sur-Mer)

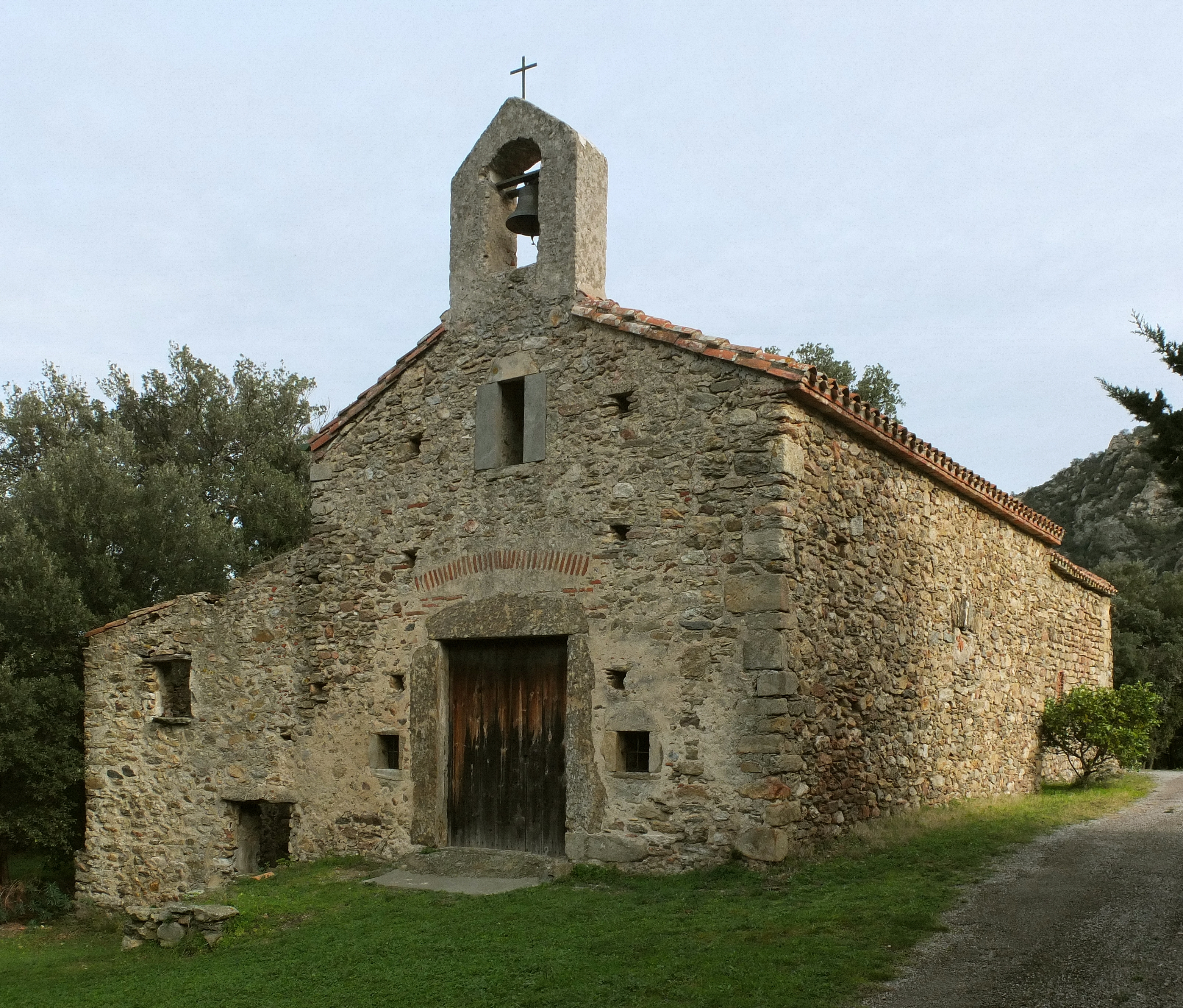
Kirche St-Ferréol-de-la-Pave

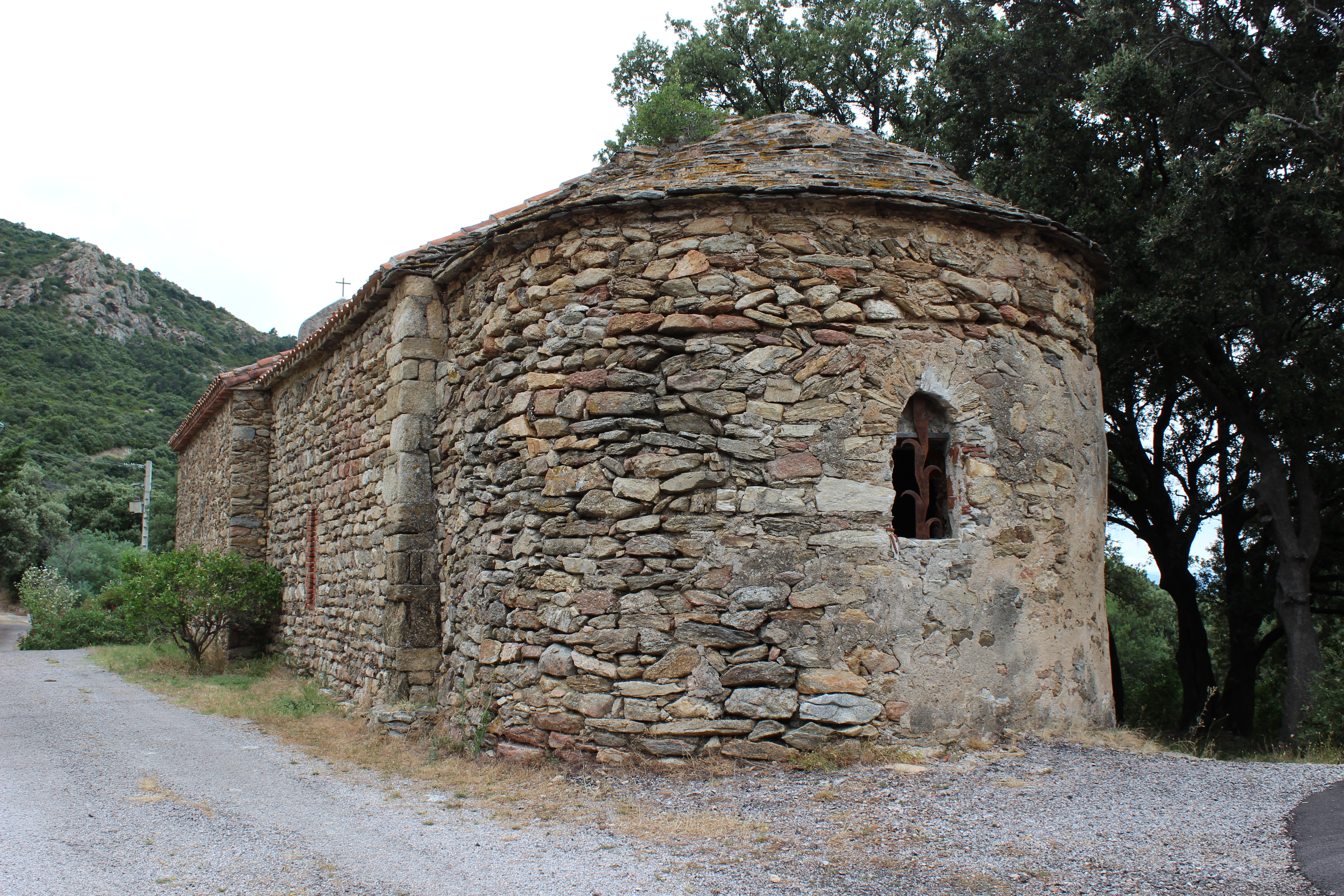
Kirche St-Ferréol-de-la-Pave (von Osten)

Die vorromanische Kirche St-Ferréol-de-la-Pave (auch bekannt unter dem Namen St-Alexandre-de-la-Pava) ist eine Kirche in der südfranzösischen Küstengemeinde Argelès-sur-Mer im Département Pyrénées-Orientales in der Region Okzitanien in der alten Kulturlandschaft des Roussillon. Die Kirche ist seit dem Jahr 1991 als Monument historique anerkannt.

## Lage
Die oberhalb des Flüsschens Massane in einer Höhe von ca. 160 m ü. d. M. im französischen Teil des Albères-Gebirges gelegene Kirche befindet sich etwa 4 km (Fahrtstrecke) südwestlich der Kleinstadt Argelès-sur-Mer und nur etwa 10 km (Luftlinie) von der Grenze zu Spanien (Katalonien) entfernt. Nur ca. 1 km in nordwestlicher Richtung befindet sich die Einsiedlerkapelle St-Jérôme (Argelès-sur-Mer).

## Baugeschichte
Zur Baugeschichte der ursprünglich dem heiligen Alexander von Pausa geweihten Kirche liegen keine schriftlichen Dokumente vor. Die kunsthistorisch-archäologische Forschung hat jedoch ermittelt, dass nur die Apsis ins 9. oder 10. Jahrhundert – also in die vorromanische Zeit – gehört, wohingegen der östliche Teil des tonnengewölbten Kirchenschiffs aus dem 11. Jahrhundert stammt. Im 18. Jahrhundert wurde der Kirchenbau nach Westen verlängert und geringfügig verbreitert; die Fassade erhielt einen Glockengiebel. Im Jahr 1858 erfolgte die Umweihung in St-Ferréol-de-la-Pave.

## Architektur

### Außenbau

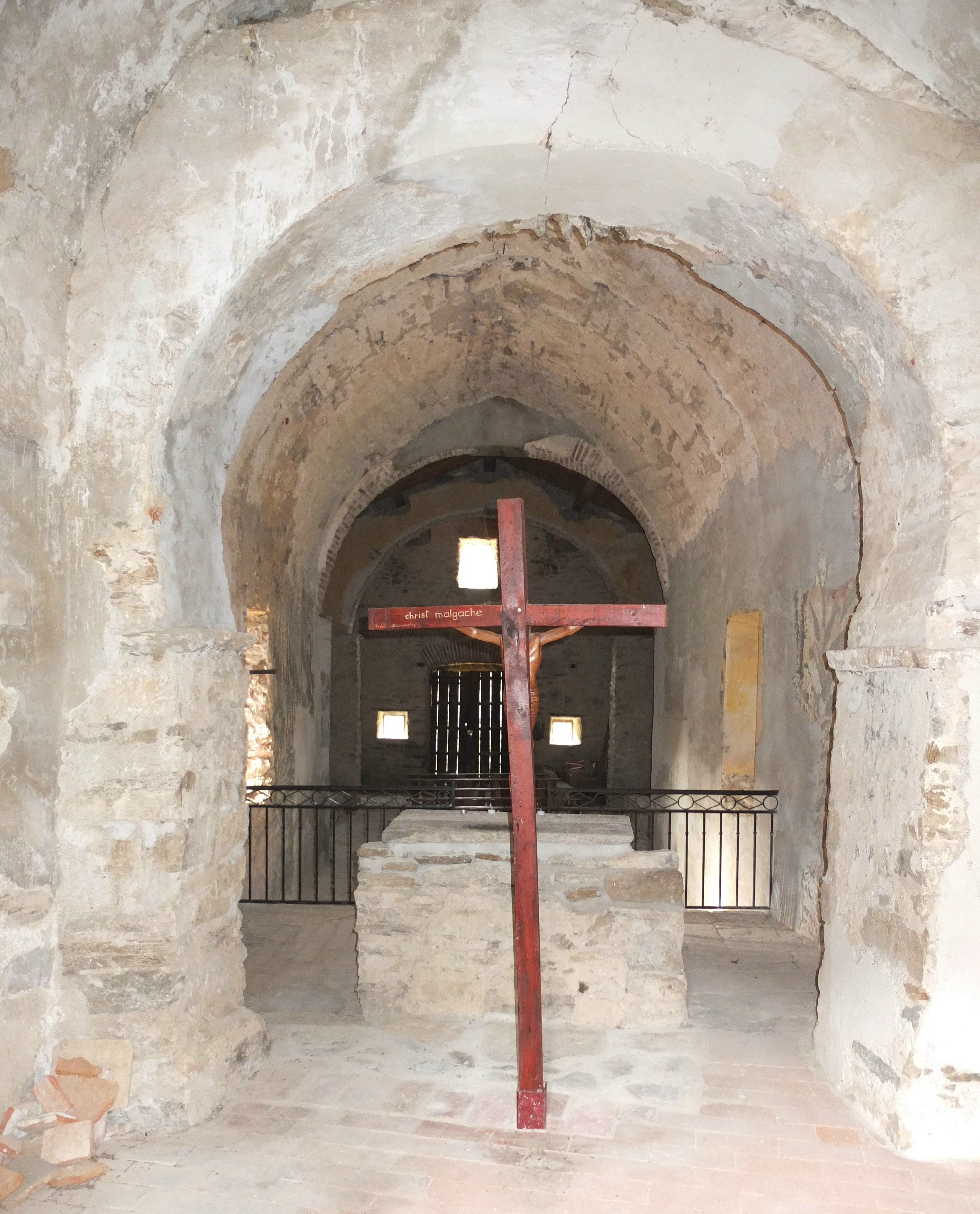
Blick aus der Apsis ins Kirchenschiff

Von außen sieht die Kirche aufgrund ihres Bruchsteinmauerwerks auf den ersten Blick ziemlich einheitlich aus. Hausteine finden sich nur in den Bauecken und am Westportal, welches im 18. Jahrhundert unter Verwendung älterer Steine erbaut wurde. Bei näherer Betrachtung fällt jedoch auf, dass Teile des Kirchenschiffs aus regelmäßigen Mauerwerkslagen bestehen, wohingegen das Mauerwerk der mit Steinschindeln (lauzes) gedeckten Apsis weitgehend ungeordnet ist. Über den gesamten Kirchenbau verteilt finden sich einzelne Fischgrätmuster (opus spicatum), denen in ländlichen Regionen nicht selten eine unheilabwehrende (apotropäische) Bedeutung nachgesagt wird.

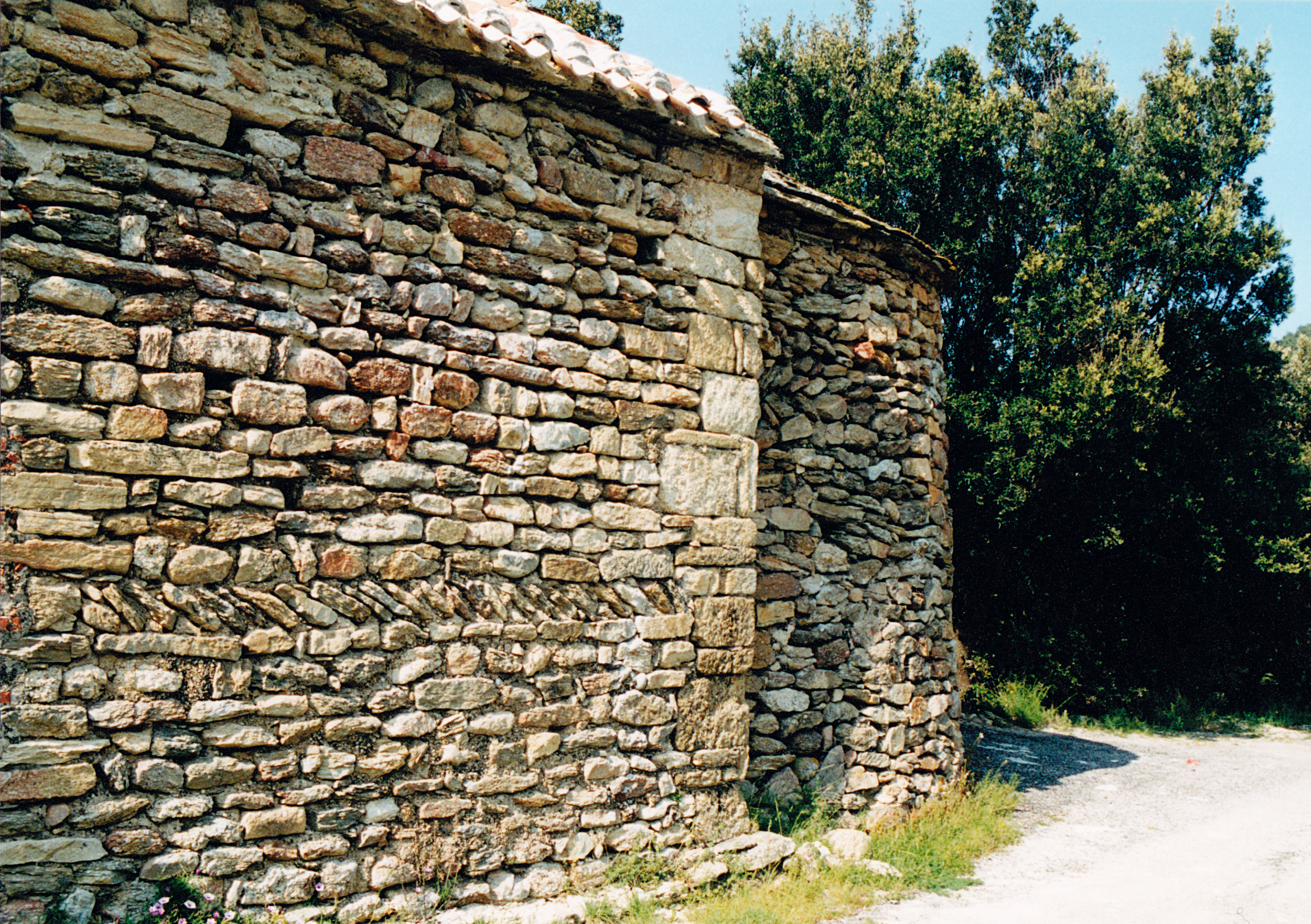
Bruchsteinmauerwerk mit Fischgrätmuster (Südwand)
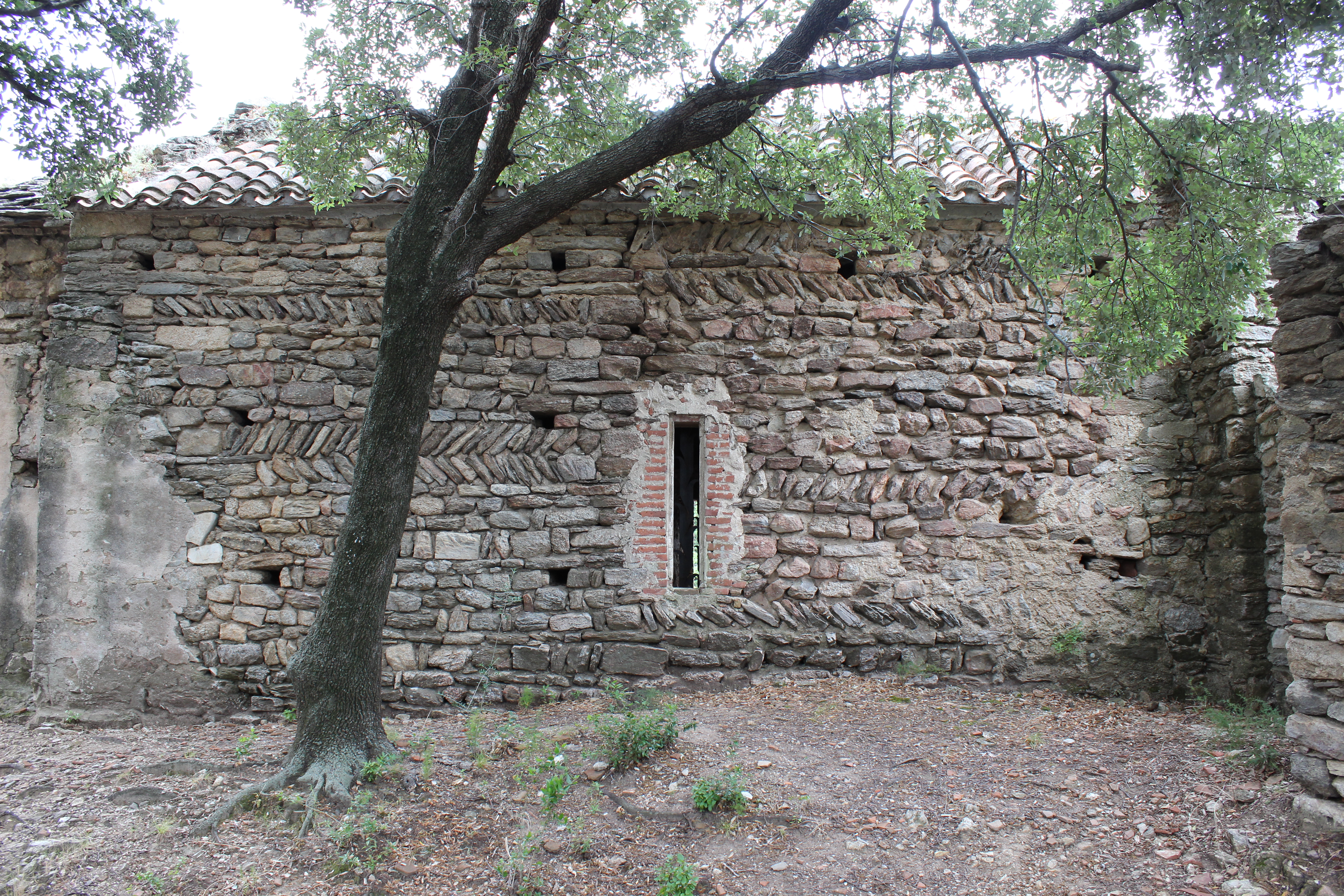
dto. (Nordwand)

### Kircheninneres
Die von außen ummantelte Apsis ist gegenüber dem Kirchenschiff um mehrere Stufen erhöht. Ihr innerer Grundriss ist nahezu rund; zusammen mit dem Portalbogen ergibt sich der Grundriss eines Hufeisenbogens, der sich auch Triumphbogen zwischen Langhaus und Apsis wiederfindet. Alle Wände sind verputzt und weiß getüncht; die Fensteröffnungen sind unverglast.